# 海南草珊瑚
海南草珊瑚（学名：Sarcandra hainanensis）为金粟兰科草珊瑚属的植物，为中国的特有植物。分布于中国大陆的广东、广西、云南等地，生长于海拔400米至1,550米的地区，多生于山坡及沟谷林下荫湿处，目前尚未由人工引种栽培。
其种加词“hainanensis”意为“海南的”。
现接受名为海南草珊瑚（Sarcandra glabra subsp. brachystachys (Blume) Verdc., 1985）。

## 别名
山牛耳青、驳节莲树（海南） 九节风（云南）